# Kasejovice
Kasejovice (en allemand : Kassejowitz) est une ville du district de Plzeň-Sud, dans la région de Plzeň, en République tchèque. Sa population s'élevait à 1 300 habitants en 2022.

## Géographie
Kasejovice se trouve à 12 km à l'ouest-nord-ouest de Blatná, à 41 km au sud-est de Plzeň et à 85 km au sud-ouest de Prague.
La commune est limitée par Čížkov et Mladý Smolivec au nord, par Předmíř et Lnáře à l'est, par Hradiště et Nezdřev au sud, par Oselce, Životice, Mileč, Mohelnice et Čmelíny à l'ouest.

## Histoire
La première mention écrite de la localité date de 1264.

## Administration
La commune se compose de huit sections :
- Chloumek
- Kasejovice
- Kladrubce
- Podhůří
- Polánka
- Přebudov
- Řesanice
- Újezd u Kasejovic

## Galerie

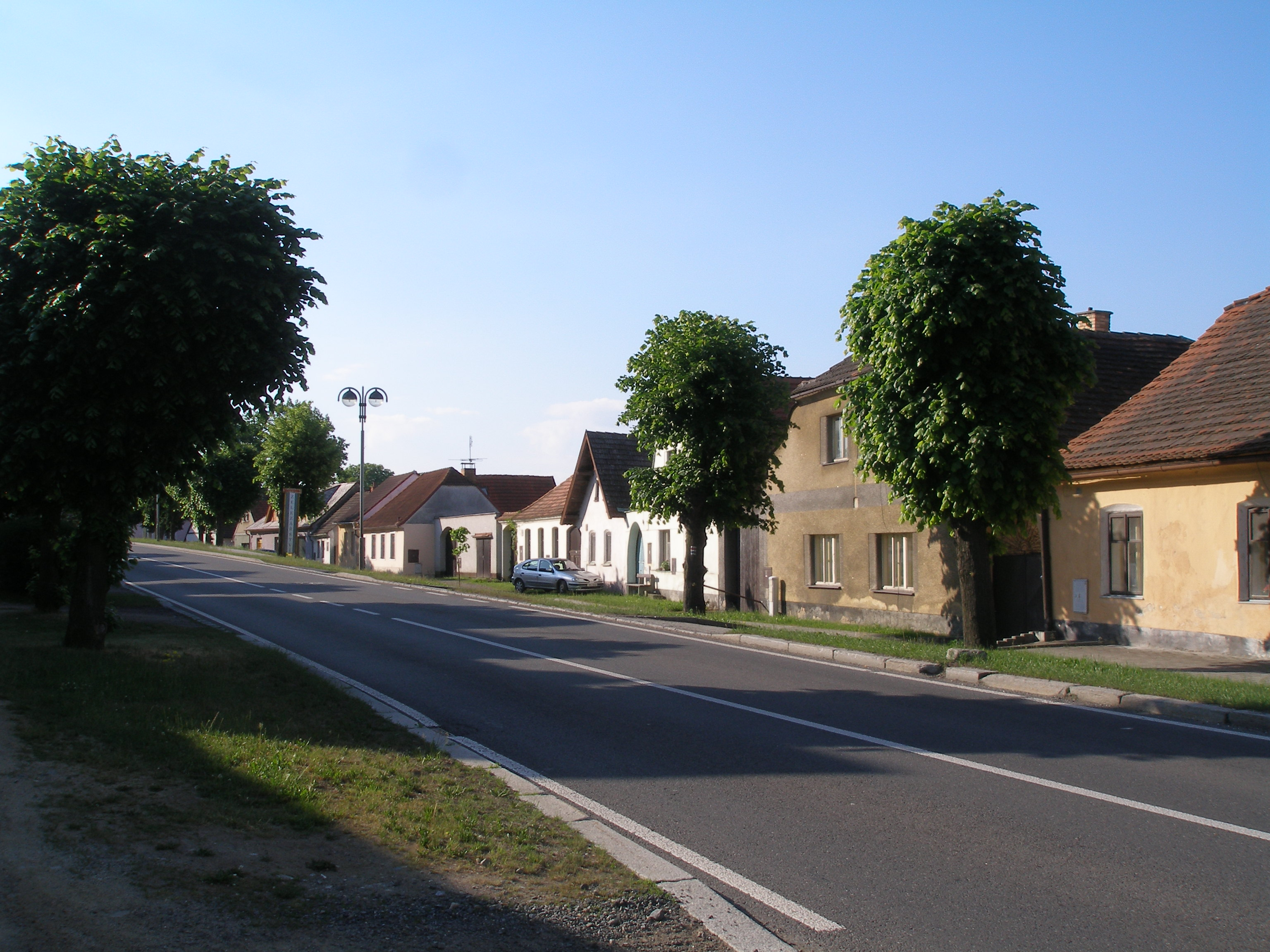
La rue principale.
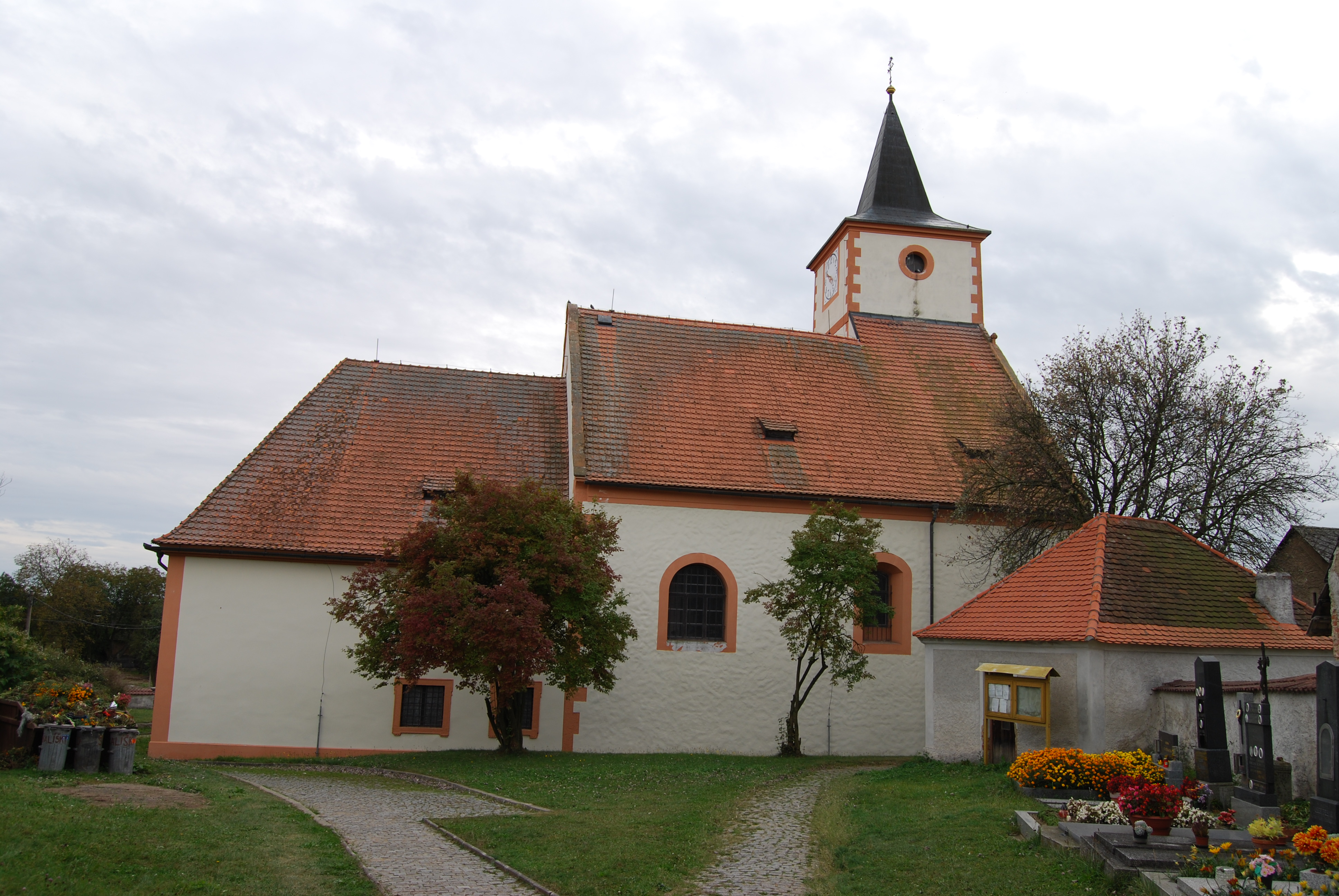
Église Saint-Jacques le Majeur.

## Transports
Par la route, Kasejovice se trouve à 12 km de Blatná, à 48 km de Plzeň et à 98 km de Prague.

## Personnalité
- Wenceslas Bojer (1795-1856), botaniste.